# Gauhar-Schad

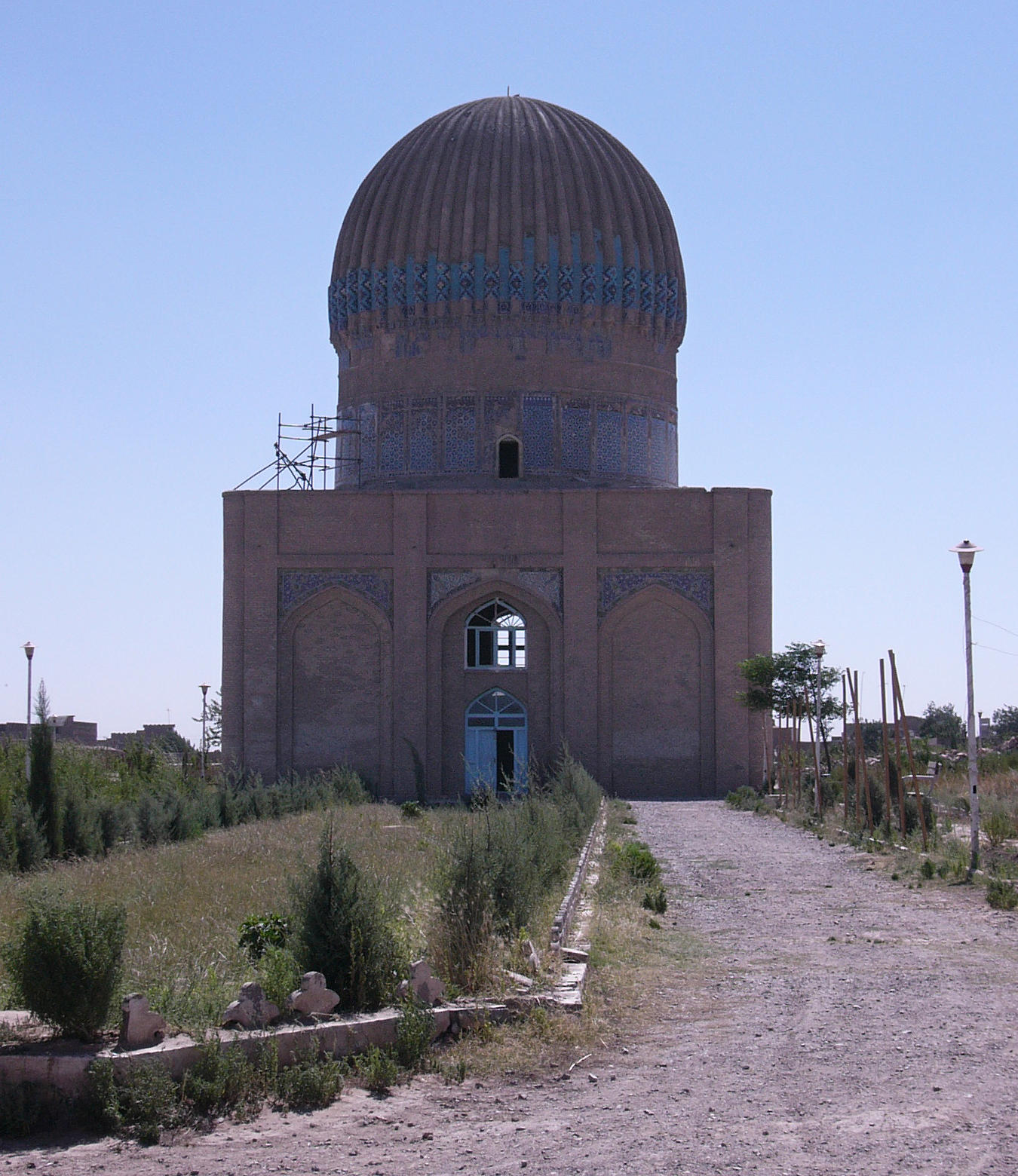
Gauhar-Schads Herater Mausoleum

Gauhar-Schad (auch Gouhar-Schad, persisch گوهر شاد, DMG Gauhar-i Šād, ‚frohes/heiteres Juwel‘; † 31. Juli 1457) mit dem Titel Agha war eine bemerkenswert einflussreiche Frau des Timuriden-Herrschers Schah-Ruch (reg. 1405–1447), dem sie drei Töchter und drei Söhne gebar, darunter der vielseitig begabte Prinz Bāisonqur (1397–1433) und der „Astronomensultan“ Ulugh-Beg (reg. 1447–1449). Zusammen mit ihren Brüdern und anderen Verwandten hatte sie einen entscheidenden politischen und kulturellen Einfluss auf die Geschichte der timuridischen Dynastie.

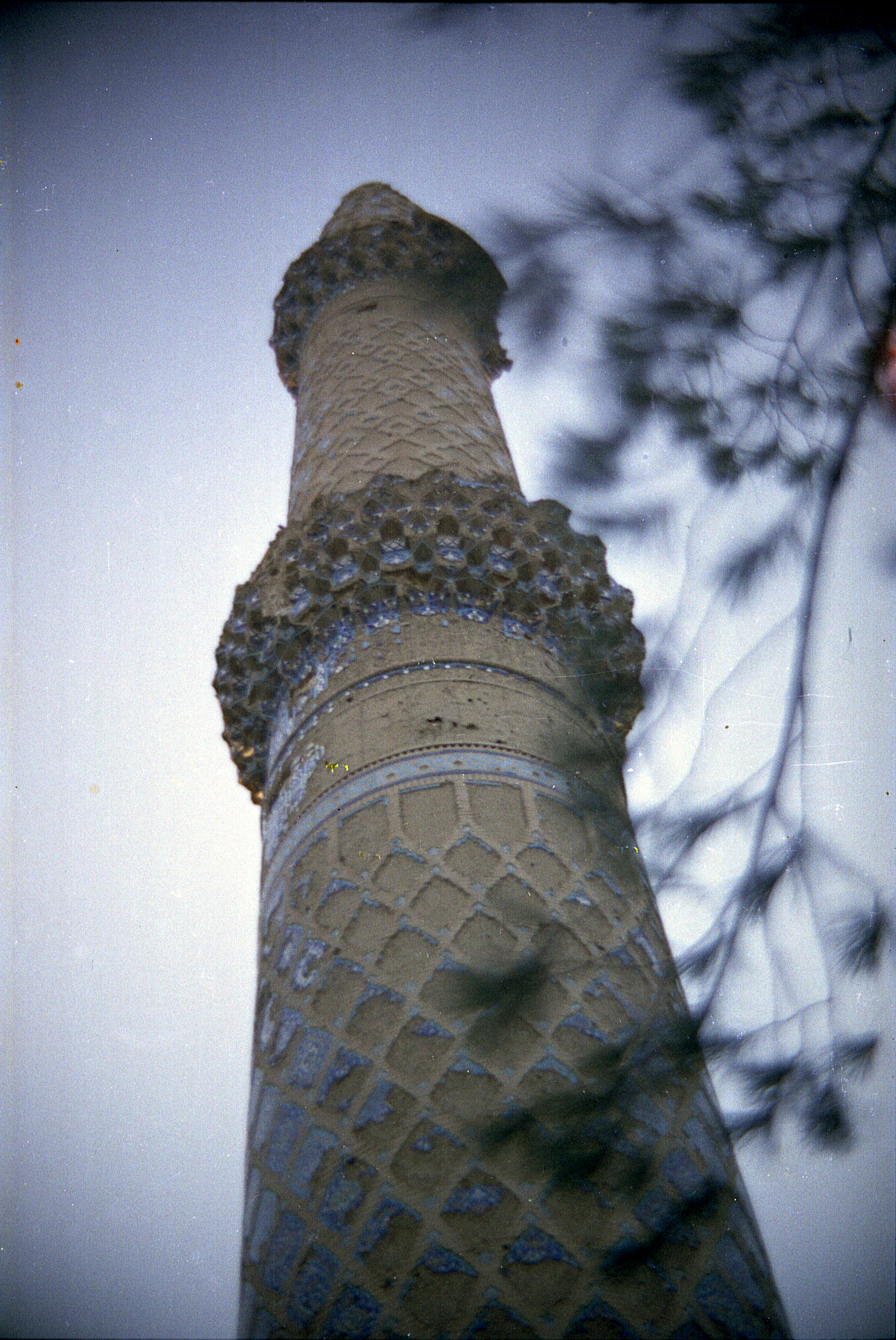
Minarett von Gauhar-Schads Herater Madrasa

Gauhar-Schad, deren Vater Giyath ad-Din Tarchan unter Timur (reg. 1370–1405) als Emir gedient hatte, war zwar nicht die Hauptfrau Schah-Ruchs, stand dem Herrscher aber besonders nahe und beeinflusste ihn (sowie Bāisonqur) bei seinen politischen Entscheidungen. Auch als ihr Gemahl 1444/45 erkrankte und 1447 letztlich verstarb, mischte sie sich in die Staatsgeschäfte ein. Nachdem Ala ad-Daula sie und ihre Anhänger am 30. April 1447 aus der Gefangenschaft bei Abd al-Latif ibn Ulugh-Beg (reg. 1449–1450) befreit hatte, griff sie gemeinsam mit ihren Verwandten, darunter vor allem die sog. Tarchan-Emire, zu Gunsten ihres Enkels Ala ad-Daula und dessen Sohnes Ibrahim in die Thronfolge ein. Auch wenn ihr damit kein bleibender Erfolg beschieden war, hatte sie in dem auf Schah-Ruchs Tod folgenden Jahrzehnt großen Einfluss auf die Politik und herrschte de facto über das Timuridenreich. 1456/57 versuchte Gauhar-Schad  zwischen den rivalisierenden Timuridenprinzen zu vermitteln. Da dies aber die damalige Dominanz der Emire des Regenten von Herat, Schah Mahmud ibn Abi l-Qasim Babur, bedrohte, ließ dieser seinen Ober-Emir Schir Haddschi den Großteil der Tarchan-Emire hinrichten. Als Ala ad-Daula daraufhin gegen Herat zog und Schah Mahmud und seine Anhänger die Flucht ergriffen, betraute Gauhar-Schad mit der Verteidigung der Stadt den Kadi Qutb ad-Din Anmad Imami, der Herat am 31. Mai 1457 widerstandslos an Ibrahim übergab. Bereits am 19. Juli fiel die Stadt jedoch an Sultan Abu Said (reg. 1451–1469), welcher Gauhar-Schad wegen ihrer Unterstützung für Ibrahim 1457 hinrichten ließ. Als Abu Said später von den Aq Qoyunlu gefangen genommen wurde, übergab ihn Uzun Hasan am 5. Februar 1469 an Gauhar-Schads Urenkel Yadgar Muhammad, der ihn aus Rache eigenhändig enthauptete.
Gauhar-Schad ist als große Förderin der persischen Literatur, Kunst und Architektur bekannt. An ihrem Hof wirkten ca. 100 persische Dichter (der „Herater Schule“), deren bedeutendster sicherlich Dschami ist. Auch die Dichterin Mehri Herawi wurde von ihr unterstützt.  In der Baukunst ragt ihr Name zusammen mit dem ihres Sohnes Bāisonqur und dem des Baumeisters Qiwam ad-Din Schirazi hervor. So gab sie 1418 den Auftrag zur Errichtung der von ihr 1426 mit einer frommen Stiftung unterstützten Gauharschad-Freitagsmoschee von Maschhad und ließ in Herat von 1417 bis 1437/38 eine Musallā (oder Moschee) sowie einen Madrasa-Komplex erbauen, der sich zu einem bedeutenden Zentrum für Religion, Wissenschaft, Kunst und Kultur entwickelte und Herat zum Mittelpunkt der "timuridischen Renaissance" werden ließ. An diesen Komplex ist auch ihr 1432 vollendetes Mausoleum angeschlossen. Neben der Königin selbst wurden hier sieben Timuridenprinzen begraben, darunter Bāisonqur.